# 南根戈德里冰川
南根戈德里冰川（英語：Dakshin Gangotri Glacier），是南極洲的冰川，位於毛德皇后地的阿斯特里德公主海岸中部，發源自南極高原，在1983年由印度探險隊發現，現時由南極條約體系管理。